# Pekela
Pekela (anhörenⓘ) ist eine Gemeinde in der Provinz Groningen im Nordosten der Niederlande. In der Gemeinde leben 12.465 Einwohner (Stand: 1. Januar 2025) auf 50,2 km².

## Geschichte
Die Geschichte von Pekela beginnt Ende des 15. Jahrhunderts, als die Stadt Groningen zur Sicherung ihrer Macht in den Ommelanden am Ufer des Flusses Pekel (Pekel A, auch Pekel-Aa geschrieben) eine Burg errichten ließ, die Pekelborg (um 1480, frühestens 1478). 1599 erwarben fünf friesische und holländische Familien Fehnflächen entlang des Flusses Pekel, unweit der Burg, und begannen, eine Fehnkolonie anzulegen, die sie Pekela nannten. Die Neusiedler und von ihnen angestellte Tagelöhner vertieften die Pekel und zogen Gräben, um das Moor trocken zu legen. Sie stachen Torf, der als Brennstoff nach Emden und bis nach Bremen und Hamburg verkauft wurde. Im Sommer waren bis zu 500 Arbeiter damit beschäftigt. Durch den Torfabbau gewannen sie zugleich Weideflächen für die Viehzucht; etwas Ackerbau, anfangs nur auf kleinen Äckern mit noch geringem Ertrag, kam hinzu. Pekela war die erste Fehnkolonie im Nordosten der Niederlande. Nachdem sich die Siedlung konsolidiert hatte, wurde sie vor allem in der zweiten Hälfte des 17. Jahrhunderts entlang der Pekel nach Südwesten hin erweitert.
Anfang des 18. Jahrhunderts war die Siedlerzahl so gewachsen, dass 1704 und 1706 zwei Kirchen gebaut wurden: eine reformierte und eine lutherische. Die beiden Enden der langgezogenen Fehnkolonie waren Beneden Pekela (= Unter-Pekela, heute Oude Pekela = Alt-Pekela) im Nordosten und Boven Pekela (= Ober-Pekela, heute Nieuwe Pekela = Neu-Pekela) im Südwesten.
Während der kurzlebigen Herrschaft von Louis Bonaparte als König von Holland wurde die Gemeinde auch administrativ in Oude Pekela und Nieuwe Pekela geteilt. 1990 wurden die beiden Teile wieder zur Gemeinde Pekela vereinigt.
Bis ins 20. Jahrhundert war Pekela wegen der Strohpappe-Herstellung bekannt. Weil die Arbeitsumstände schlecht waren, gab es viele Sympathien für den Kommunismus. Hinzu kommt, dass die Kommunistische Partei der Niederlande (CPN) im Osten der Provinz Groningen eine große Anhängerschaft besaß.

## Politik

### Sitzverteilung im Gemeinderat
Der Gemeinderat wird seit der Gemeindegründung folgendermaßen gebildet:
| Partei                          | Sitze | Sitze | Sitze | Sitze | Sitze | Sitze | Sitze | Sitze | Sitze |
| Partei                          | 1989  | 1994  | 1998  | 2002  | 2006  | 2010  | 2014  | 2018  | 2022  |
| ------------------------------- | ----- | ----- | ----- | ----- | ----- | ----- | ----- | ----- | ----- |
| Samen Voor Pekela               | –     | –     | –     | –     | –     | 4     | 3     | 3     | 3     |
| SP                              | –     | –     | –     | –     | 3     | 3     | 4     | 4     | 3     |
| PVV                             | –     | –     | –     | –     | –     | –     | –     | 2     | 2     |
| PvdA                            | 8     | 6     | 6     | 6     | 7     | 3     | 2     | 2     | 2     |
| CDA                             | 3     | 2     | 2     | 3     | 2     | 1     | 2     | 2     | 2     |
| GroenLinks                      | 3     | 4     | 4     | 3     | 1     | 2     | 1     | 1     | 2     |
| VVD                             | 1     | 2     | 2     | 2     | 1     | 2     | 1     | 1     | 1     |
| ChristenUnie                    | –     | –     | –     | 1     | 1     | 0     | 1     | 0     | –     |
| Verenigde Communistische Partij | –     | –     | –     | –     | –     | –     | 1     | –     | –     |
| RPF                             | 0     | 1     | 1     | –     | –     | –     | –     | –     | –     |
| Gesamt                          | 15    | 15    | 15    | 15    | 15    | 15    | 15    | 15    | 15    |

### Bürgermeister
Seit dem 1. November 2015 ist Jaap Kuin (PvdA) zunächst als kommissarischer, seit dem 1. Juni 2021 als offizieller Bürgermeister der Gemeinde im Amt. Zu seinem Kollegium zählen die Beigeordneten Hennie Hemmes (SP), Jaap van Mannekes (Samen Voor Pekela), Henk Busemann (PvdA) sowie der Gemeindesekretär Jan van der Woude.

### Partnergemeinden
Pekela ist 2004 eine Partnerschaft mit der niedersächsischen Gemeinde Großefehn eingegangen.